# Saint-Jean-d'Hérans
Saint-Jean-d'Hérans è un comune francese di 301 abitanti situato nel dipartimento dell'Isère della regione dell'Alvernia-Rodano-Alpi.

## Società

### Evoluzione demografica
Abitanti censiti